# Musée international du Carnaval et du Masque de Binche
Le Musée international du carnaval et du masque est un musée de la ville de Binche, dans la province de Hainaut (Région wallonne de Belgique).
Le 3 mars 1965, le bâtiment est classé par la Commission royale des Monuments et des Sites.

## Histoire du musée
Le musée est fondé dans les années 1970 sous l'impulsion du Bourgmestre Charles Deliège. Le conseil municipal de Binche décide la création du musée le 27 novembre 1963. Après des travaux, recherche de fonds et la constitution de la collection, l’ouverture officielle se fait le 13 juin 1975.
En 50 ans, il y a eu 4 directeurs Samuel Glotz, Michel Revelard, Christel Deliège et Clémence Mathieu.
Le musée met en lumière divers thèmes : le carnaval de Binche et des Gilles, les masques du monde entier, le carnaval et le folklore en Wallonie.

## Histoire du bâtiment
Le musée est situé rue Saint-Moustier à proximité de la collégiale Saint-Ursmer et du parc du château.
Au XVIe siècle, il s'agit de l’Ostel du comte Philippe II de Lalaing. Il est acquis par Jehan du Quesne qui y fonde un collège d’enseignement secondaire.
L'École est confiée en 1727 à des Augustines. Elles rénovent les bâtiments, l'aile principale est reconstruite en 1738 et elles ajoutent une nouvelle aile en 1778. L'entrée du musée se fait par cette dernière.
Le bâtiment est composé de trois étages. Au rez-de-chaussée se trouve une ancienne chapelle qui a pour usage d'auditorium et de salle de projection pour le musée. Il est doté d’un escalier en pierre bleue.